# Anadalchioi
Anadolchioi este un cartier din Constanța, unde sunt întâlniți cei mai mulți turci din orașul de la malul Mării Negre. Anadolchioi a fost declarat cartier al Constanței în 1975, când a fost terminată construcția cartierelor Tomis III, Tomis IV și Tomis Nord, până atunci Anadolchioi fiind o comună (pe care Constanța o cuprindea încă din 1925) și pe locul acelor cartiere aflându-se C.A.P. Anadolchioi. Denumirea cartierului vine din limba turcă: Anadal-chioi semnifică satul Anadolenilor. În acest cartier au trăit germani dobrogeni.